# Auguste Meixner
Auguste Meixner (* 3. Oktober 1860 in Weilheim; † nach 1934) war eine deutsche Kinder- und Jugendbuchautorin.

## Leben
Auguste Meixner ist auch als Auguste Hundt bekannt, da sie um 1890 Christoph Otto Hundt heiratete. Für ihre Kinderbücher verwendete sie aber weiterhin ihren Geburtsnamen. Sie lebten in München. Ihr erstes Kinderbuch erschien 1889 in Theo. Stroefer’s Kunstverlag. Ausgestattet war es mit sechs Illustrationen von Victor Thomas. Interessant ist aber vor allem die Widmung:

„Meinem innigverehrten Gönner und Freund, dem großen Dichter Hermann Lingg, in hoher Bewunderung seiner unsterblichen Werke und in unbegrenzter Dankbarkeit gewidmet von der Verfasserin“

Wie Auguste Meixner in Kontakt mit dem viel älteren Schriftsteller Hermann Lingg kam, der auch in München lebte, ist unklar – der Widmung nach zu schließen, ist aber davon auszugehen, dass er sie förderte und ihr vielleicht den Weg in die Schriftstellerei ebnete. Sie scheint sich in den Künstlerkreisen Münchens bewegt zu haben, denn ihr Gatte steuerte die Illustrationen zu ihrem zweiten Kinderbuch bei. Das Schreiben von Kinderbüchern gab sie vermutlich auf, da sie für ihre beiden Töchter zu sorgen hatte. In Kürschners Literaturkalender des Jahres 1934 erscheint sie noch als lebende Person, sie muss also danach verstorben sein.

## Auszeichnungen
Auguste Meixners zweites Kinderbuch, Frisches Grün, trug folgende Widmung:

„Ihrer Königlichen Hoheit, der Prinzessin Ludwig von Bayern, in tiefster Ehrfurcht gewidmet von der Verfasserin“

Hierin darf man aber keine ironische Feminisierung des Regenten sehen, sondern die Widmung bezieht sich auf die geborene Erzherzogin Marie Therese von Österreich-Este, die Gattin des späteren letzten Königs von Bayern, Ludwig III. Es war üblich, eine Frau nach dem Namen ihres Ehemannes zu bezeichnen und zum Abfassungszeitpunkt war Marie Therese die 'Prinzessin Ludwig von Bayern'. Auguste Meixner erhielt „ein Dank- und Anerkennungsschreiben des Prinzregenten Luitpold für das der Prinzessin Marie Therese gewidmete Werk“.

## Werke
- Aus bewegter Jugendzeit. Sechs Erzählungen für Kinder von 8-12 Jahren, München 1888.
- Frisches Grün. Sechs Erzählungen für die Jugend, München 1889.
- Kleine und große Freunde. Erzählungen und Verse, München 1889.
- Gartenfreuden, München 1890.
- Ringel-Ringel-Reihe, München 1891.
- Was ihr wollt! Erzählungen und Reime, München 1892.
- Im Zwielicht. Erzählungen, Märchen und Reime, München 1893.
- Der Osterhase und andere Erzählungen, München 1895 (2. Aufl. 1900).
- Der Gänsebub und andere Erzählungen, München 1901.
- Für lustige kleine Leute. Heitere Verse und humorvolle Gelegenheitsgedichte in oberbayerischer und schwäbischer Mundart zum Deklamieren für Kinder, München 1902 (2. Aufl. 1902, 3. Aufl. 1903).
- In der Umfuhr und andere Erzählungen, München 1903.